# São Bartolomeu do Outeiro e Oriola
São Bartolomeu do Outeiro e Oriola (oficialmente: União das Freguesias de São Bartolomeu do Outeiro e Oriola) é uma freguesia portuguesa do município de Portel, com 73,74 km² de área e 804 habitantes (censo de 2021). A sua densidade populacional é 10,9 hab./km².

## História
Foi criada aquando da reorganização administrativa de 2012/2013, resultando da agregação das antigas freguesias da São Bartolomeu do Outeiro e Oriola.

## Demografia
A população registada nos censos foi:
| Distribuição da População por Grupos Etários | Distribuição da População por Grupos Etários | Distribuição da População por Grupos Etários | Distribuição da População por Grupos Etários | Distribuição da População por Grupos Etários | Distribuição da População por Grupos Etários |
| -------------------------------------------- | -------------------------------------------- | -------------------------------------------- | -------------------------------------------- | -------------------------------------------- | -------------------------------------------- |
| Antes da agregação                           |                                              |                                              |                                              |                                              |                                              |
| Ano                                          | 0-14 anos                                    | 15-24 anos                                   | 25-64 anos                                   | >= 65 anos                                   | Total                                        |
| 2001                                         | 167                                          | 119                                          | 503                                          | 281                                          | 1070                                         |
| 2011                                         | 93                                           | 94                                           | 392                                          | 257                                          | 836                                          |
| Após a agregação                             |                                              |                                              |                                              |                                              |                                              |
| Ano                                          | 0-14 anos                                    | 15-24 anos                                   | 25-64 anos                                   | >= 65 anos                                   | Total                                        |
| 2021                                         | 94                                           | 87                                           | 397                                          | 226                                          | 804                                          |